# Kanna Hashimoto
Kanna Hashimoto (jap. 橋本 環奈 Hashimoto Kanna; ur. 3 lutego 1999 w Fukuoce) – japońska aktorka i była członkini grupy taneczno-wokalnej Rev. from DVL. W 2013 roku zyskała rozgłos w całym kraju, gdy jej zdjęcie zrobione podczas koncertu grupy stało się viralem w Internecie.

## Życiorys
Hashimoto urodziła się 3 lutego 1999 roku w Fukuoce. Ma brata bliźniaka i brata starszego od niej o siedem lat.
W 2007 roku dołączyła do agencji rozrywkowej w Fukuoce. Początkowo pracowała głównie w lokalnych reklamach, a w 2009 roku dołączyła do DVL, jednostki taneczno-wokalnej prowadzonej przez tę samą agencję.

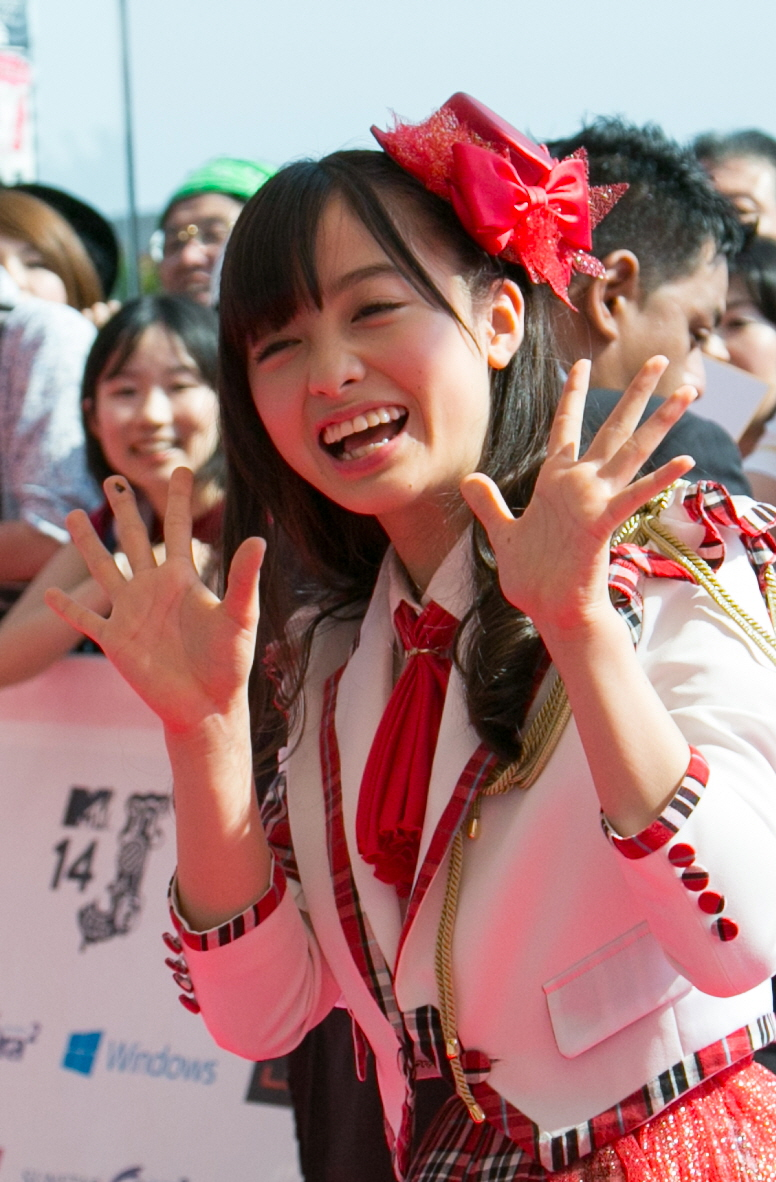
Kanna Hashimoto podczas MTV Video Music Awards Japan 2014

W 2011 roku zadebiutowała jako aktorka w filmie Hirokazu Koreedy „Życzenie”. Popularność Hashimoto gwałtownie wzrosła w maju 2013 roku, gdy wystąpiła na regionalnym koncercie w Fukuoce z członkami Rev. from DVL (następcy DVL). Podczas występu jeden z fanów zrobił jej zdjęcie i umieścił je w Internecie, co doprowadziło do okrzyknięcia Hashimoto m.in. „idolką, która pojawia się raz na tysiąc lat”, „super słodką lokalną idolką” i „zbyt podobną do anioła”.
14 listopada 2014 roku ukazała się pierwsza fotoksiążka Hashimoto zatytułowana „Little Star～KANNA15～”, która powstała we współpracy ze znanym singapurskim fotografem Leslie Kee. W marcu 2015 roku zagrała jedną z ról w „Assassination Classroom”, filmowej adaptacji mangi autorstwa Yūseia Matsuiego. Hashimoto została również wybrana do głównej roli w filmie „Sailor Suit and Machine Gun: Graduation”, którego premiera odbyła się 5 marca 2016 roku. W tym samym roku zadebiutowała solo singlem „Sailor Fuku to Kikanjū” z piosenką przewodnią do filmu „Sailor Suit and Machine Gun: Graduation”. Singel trafił do sprzedaży w lutym.

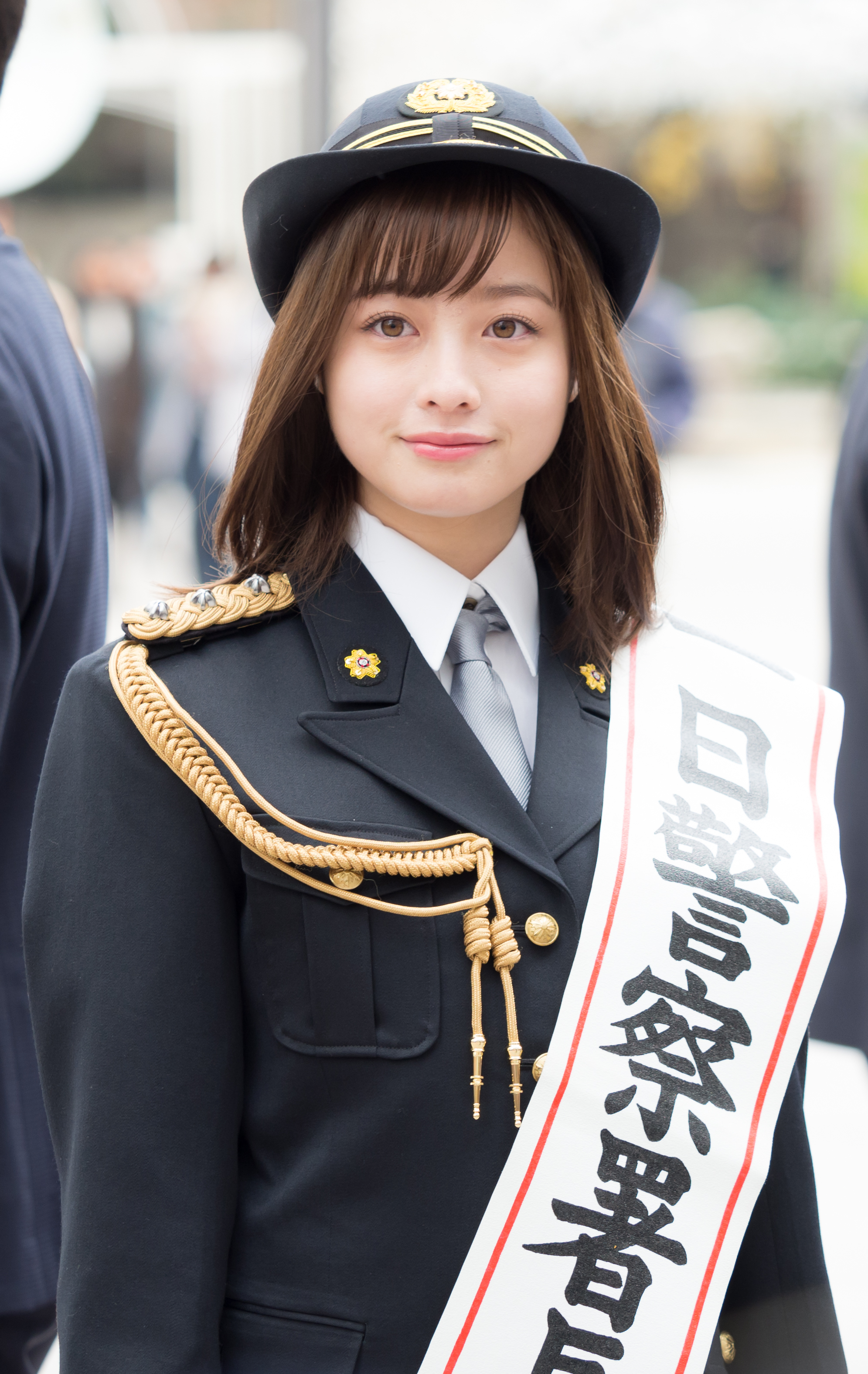
Kanna Hashimoto podczas pełniła funkcję jednodniowego szefa policji

W 2017 roku postanowiła skoncentrować się wyłącznie na karierze aktorskiej, mówiąc: „Chcę stać się kimś, kto może dodać odwagi innym. Chcę robić każdą rzecz ostrożnie i łączyć ją z następną”. 3 marca otrzymała nagrodę Japońskiej Akademii Filmowej w kategorii debiut roku za rolę w filmie „Sailor Suit and Machine Gun - Graduation”. Podziękowała pracownikom zaangażowanym w film i powiedziała: „Zachęcona tą nagrodą, będę nadal poświęcać się światu kina i aktorstwa z pokorą i szczerością”. 31 marca po raz ostatni wystąpiła z grupą Rev. from DVL. W grudniu 2017 Hashimoto pełniła funkcję jednodniowego szefa policji w Prefekturalnym Centralnym Komisariacie Policji w Fukuoce, informując o specjalnych środkach ostrożności podczas końca roku i świąt Nowego Roku.
W 2018 roku zagrała główną rolę w filmie „Gintama 2: Rules Are Made To Be Broken” i dramie „Gintama 2: Yonimo Kimyo na Gintama-chan”, wcielając się w postać Kagury. 15 lipca 2019 roku uruchomiono jej oficjalny fanklub, a w następnym miesiącu odbyły się jej pierwsze spotkania z fanami w Osace i Tokio. 10 grudnia Twitter Japan ogłosił, że znalazła się na 8. miejscu najczęściej omawianych aktorów na świecie w 2019 roku.
17 stycznia 2020 roku ogłoszono, że Hashimoto zdobyła nagrodę Élan d’Or dla debiutanta, która jest przyznawana najbardziej obiecującemu nowemu aktorowi, który był aktywny przez cały rok. Ceremonia wręczenia nagród odbyła się 6 lutego w Tokio, a prezenterem ceremonii był Hirokazu Koreeda reżyser jej debiutanckiego filmu, który pogratulował jej wygranej.
W czerwcu 2021 roku Hashimoto została rekordzistką Guinnessa w liczbie chusteczek wyjętych z pudełka w ciągu jednej minuty, jednak ten rekord został niedługo później pobity. W 2022 roku zagrała dwie główne role w filmach „Violence Action” i „Re/Member”. 9 sierpnia 2023 roku ogłoszono, że w drugiej połowie 2024 roku wystąpi w dramie asadora telewizji NHK „Omusubi”.
Hashimoto przez trzy ostatnie lata z rzędu począwszy od 2022 roku, jest gospodarzem corocznej imprezy sylwestrowej Kōhaku Uta Gassen.

## Filmografia

### Dramy
| Rok  | Tytuł                                                                                  | Rola             | Stacja telewizyjna  | Uwagi                            |
| ---- | -------------------------------------------------------------------------------------- | ---------------- | ------------------- | -------------------------------- |
| 2014 | Water Polo Yankees (水球ヤンキース)                                                    | Kanna Hashimoto  | Fuji TV             | Cameo, odc. 6, we własnej osobie |
| 2017 | Noble Detective (貴族探偵)                                                             | Haruka Tarumi    | Fuji TV             | Cameo, odc. 3                    |
| 2017 | MPD: Animal Unit (警視庁いきもの係)                                                    | Keiko Usuki      | Fuji TV             | Główna rola                      |
| 2018 | Final Cut (ファイナル・カット)                                                         | Wakaba Ogawara   | Fuji TV, Kansai TV  |                                  |
| 2018 | Gintama 2: Yonimo Kimyo na Gintama-chan (銀魂２ –世にも奇妙な銀魂ちゃん-)              | Kagura           | dTV                 | Główna rola                      |
| 2018 | Kyou Kara Ore wa!! (今日から俺は!!)                                                    | Kyoko Hayakawa   | NTV                 |                                  |
| 2019 | One Page Love (1ページの恋)                                                            | Akari Minase     | AbemaTV             | Główna rola                      |
| 2020 | Lupin no Musume Season 2 (ルパンの娘2)                                                 | Mikumo Hojo      | Fuji TV             |                                  |
| 2020 | Shinkaishaku Sangokushi Ibun (新解釈・三國志-異聞-)                                    | Pani Huang       | Hulu                |                                  |
| 2021 | Influence (インフルエンス)                                                             | Yuri Totsuka     | WOWOW               | Główna rola                      |
| 2021 | Nemezis (ネメシス)                                                                     | Tomomi Yotsuba   | NTV                 |                                  |
| 2021 | Miłość to wojna (かぐや様は告らせたい ～天才たちの恋愛頭脳戦～ ミニ)                   | Kaguya Shinomiya | Amazon Prime, GyaO! | Główna rola                      |
| 2023 | The Third Finger Offered to a King (王様に捧ぐ薬指)                                    | Ayaka Haneda     | TBS                 | Główna rola                      |
| 2023 | Ring Finger Dedicated to the Queen (女王様に捧ぐ薬指)                                  | Ayaka Haneda     | Paravi              | Cameo, odc. 6                    |
| 2023 | Special Order! Metro Police Special Accounting Department (トクメイ！警視庁特別会計係) | Madoka Hajime    | Fuji TV, Kansai TV  | Główna rola                      |
| 2024 | Omusubi (トクメイ！警視庁特別会計係)                                                   | Yui Yoneda       | NHK                 | Główna rola                      |

### Filmy
| Rok  | Tytuł | Rola                      | Uwagi       |
| ---- | --- | ------------------------- | ----------- |
| 2011 | Życzenie (奇跡) | Kanna Hayami              |             |
| 2015 | Assassination Classroom (映画 暗殺教室)                                                                                   | Ritsu                     |             |
| 2016 | Sailor Suit and Machine Gun: Graduation (セーラー服と機関銃 卒業)                                                         | Izumi Hoshi               | Główna rola |
| 2016 | Assassination Classroom: Graduation (暗殺教室 - 卒業編-)                                                                  | Ritsu                     |             |
| 2017 | Haruta & Chika (ハルチカ)                                                                                                 | Homura Chika              | Główna rola |
| 2017 | Gintama (銀魂) | Kagura                    | Główna rola |
| 2017 | Saiki Kusuo no Psi-nan (斉木楠雄のΨ難)                                                                                    | Kokomi Teruhashi          |             |
| 2018 | Gintama 2: Rules Are Meant to Be Broken (銀魂2 掟は破るためにこそある)                                                    | Kagura                    | Główna rola |
| 2019 | 12 Suicidal Teens (十二人の死にたい子どもたち)                                                                            | Nr. 4                     | Główna rola |
| 2019 | Kingdom (キングダム) | Ka Ryo Ten (He Liao Diao) |             |
| 2019 | Miłość to wojna (かぐや様は告らせたい～天才たちの恋愛頭脳戦～)                                                            | Kaguya Shinomiya          | Główna rola |
| 2019 | Kiss Me at the Stroke of Midnight (午前0時、キスしに来てよ)                                                               | Hinana Hanazawa           | Główna rola |
| 2020 | Signal 100 (シグナル100)                                                                                                  | Rena Kashimura            | Główna rola |
| 2020 | From Today, It’s My Turn!!: The Movie (今日から俺は！！劇場版)                                                            | Kyoko Hayakawa            |             |
| 2020 | Yowamushi Pedal (弱虫ペダル)                                                                                              | Miki Kanzaki              | Główna rola |
| 2020 | Our Story (小説の神様) | Shiina Koyurugi           | Główna rola |
| 2020 | New Interpretation Records of the Three Kingdoms (新解釈・三國志)                                                         | Pani Huang                |             |
| 2021 | Kaguya-sama wa kokurasetai: tensai-tachi no ren’ai zunōsen Final (かぐや様は告らせたい～天才たちの恋愛頭脳戦～ファイナル) | Kaguya Shinomiya          | Główna rola |
| 2021 | Lupin's Daughter: The Movie (劇場版 ルパンの娘)                                                                           | Mikumo Hojo               | Główna rola |
| 2022 | Kingdom2: Far and Away (キングダム2 遥かなる大地へ)                                                                       | Karyoten                  |             |
| 2022 | Violence Action (バイオレンスアクション)                                                                                  | Kei Kikuno                | Główna rola |
| 2022 | Re/Member (カラダ探し) | Asuka Morisaki            | Główna rola |
| 2022 | Black Night Parade (ブラックナイトパレード)                                                                               | Shino Hojo                |             |
| 2023 | Yudo (湯道) | Izumi Akiyama             |             |
| 2023 | Nemesis: The Mystery of the Golden Spiral (映画ネメシス 黄金螺旋の謎)                                                     | Tomomi Yotsuba            |             |
| 2023 | Kingdom 3: The Flame of Destiny (キングダム3 運命の炎)                                                                    | Karyoten                  |             |
| 2023 | One Last Bloom (春に散る)                                                                                                 | Kanako Hirooka            |             |
| 2023 | The Forbidden Play (禁じられた遊び)                                                                                       | Hiroko Kurasawa           | Główna rola |
| 2023 | Czerwony Kapturek na tropie (ずきん、旅の途中で死体と出会う。)                                                            | Czerwony Kapturek         | Główna rola |
| 2024 | Kingdom IV: Return of The Great General (キングダム 大将軍の帰還)                                                         | Karyoten                  |             |

## Teatr
| Rok  | Tytuł                            | Rola                | Uwagi                                 | Przy.  |
| ---- | -------------------------------- | ------------------- | ------------------------------------- | ------ |
| 2022 | Spirited Away (千と千尋の神隠し) | Chihiro Ogino / Sen | W podwójnej roli z Mone Kamishiraishi | [ 30 ] |

## Nagrody i nominacje
| Rok  | Ceremonia                                                | Kategoria                                         | Nominowany                                                   | Rezultat  | Przy.  |
| ---- | -------------------------------------------------------- | ------------------------------------------------- | ------------------------------------------------------------ | --------- | ------ |
| 2014 | Ameba Next Break Blogger                                 | Kategoria Idol                                    | Kanna Hashimoto                                              | Wygrana   | [ 31 ] |
| 2014 | Nikkei Trendy Works Top 30                               | Osoba Roku 2014                                   | Kanna Hashimoto                                              | Wygrana   | [ 32 ] |
| 2014 | Najlepszy Uśmiech Roku                                   | –                                                 | Kanna Hashimoto                                              | Wygrana   | [ 33 ] |
| 2014 | Yahoo! Nagrody Wyszukiwania                              | Kategoria Idol                                    | Kanna Hashimoto                                              | Wygrana   | [ 34 ] |
| 2014 | Japońska Nagroda dla Najlepiej Wyglądających w Biżuterii | Kategoria Nastolatki                              | Kanna Hashimoto                                              | Wygrana   | [ 35 ] |
| 2015 | Nagroda Księżniczki Biżuterii Świątecznej                | Nagroda Specjalna                                 | Kanna Hashimoto                                              | Wygrana   | [ 36 ] |
| 2015 | Nagrody Królowej Paznokci                                | Kategoria Artysta                                 | Kanna Hashimoto                                              | Wygrana   | [ 37 ] |
| 2017 | Nagrody Japońskiej Akademii Filmowej                     | Debiut Roku                                       | Sailor Suit and Machine Gun: Graduation                      | Wygrana   | [ 38 ] |
| 2017 | Nagrody Nikkan Sports Film                               | Najlepszy Debiutant                               | Gintama                                                      | Nominacja | [ 39 ] |
| 2019 | Japan Action Awards                                      | Nagroda dla Najlepszej Aktorki w Filmie Akcji     | Gintama 2: Yonimo Kimyo na Gintama-chan i Kyou Kara Ore wa!! | Wygrana   | [ 40 ] |
| 2019 | Tydzień Urody WŁOSY ROKU                                 | Włosy Roku 4. Grand Prix i Nagroda Tygodnia Urody | Kanna Hashimoto                                              | Wygrana   | [ 41 ] |
| 2020 | Nagrody Élan d’Or                                        | Debiutant Roku                                    | Kanna Hashimoto                                              | Wygrana   | [ 42 ] |
| 2021 | Nagrody Nikkan Sports Drama Grand Prix                   | Najlepsza Aktorka Drugoplanowa (Wiosennej Dramy)  | Nemezis                                                      | Wygrana   | [ 43 ] |
| 2022 | Nagrody LINE News                                        | Kategoria Aktor                                   | Kanna Hashimoto                                              | Wygrana   | [ 44 ] |
| 2024 | Nagrody Błękitnej Wstęgi                                 | Najlepsza Aktorka Drugoplanowa                    | Nemesis: The Mystery of the Golden Spiral i One Last Bloom   | Nominacja | [ 45 ] |
| 2024 | Japońska Nagroda dla Najlepiej Wyglądających w Biżuterii | W kategorii 20 lat                                | Kanna Hashimoto                                              | Wygrana   | [ 46 ] |